# NGC 3430
NGC 3430 é uma galáxia espiral barrada (SBc) localizada na direcção da constelação de Leo Minor. Possui uma declinação de +32° 57' 03" e uma ascensão recta de 10 horas, 52 minutos e 11,5 segundos.
A galáxia NGC 3430 foi descoberta em 7 de dezembro de 1785 por William Herschel.